# Браззавіль
Браззаві́ль — місто, столиця Республіки Конго. Розташоване навпроти Кіншаси, столиці Демократичної Республіки Конго, на правому березі річки Конго. Засновник — французький дослідник П'єр Саворньян де Бразза.

## Географія
Браззавіль займає значну територію на північному березі річки Конго, поруч з озером Малебо. Мбаму, найбільший острів озера, є частиною території Республіки Конго.
Браззавіль знаходиться за 506 кілометрів від Атлантичного океану і приблизно за 474 кілометра на південь від екватора. Місто лежить на рівнині, висота над рівнем моря становить 317 метрів.
Щоб відрізнити дві африканські країни з «Конго» в їхніх назвах, Республіка Конго іноді називається Конго-Браззавіль, на відміну від Конго-Кіншаси (Демократична Республіка Конго, відома з 1971 по 1997 рік як Заїр, столицею якого є Кіншаса). Кіншаса знаходиться на південному березі Конго, прямо навпроти Браззавіля. Це єдине місце в світі, де дві національні столиці знаходяться на протилежних берегах річки, на відстані прямої видимості. З середини XIX століття обоє міст були конкурентами в торгівлі і спорті. Були пропозиції з'єднати столиці мостом Браззавіль-Кіншаса. Дослідження показують, що очікувана вартість проєкту становить близько 1,65 мільярда доларів США, але не очікується, що проєкт буде реалізований в найближчому або навіть віддаленому майбутньому.

## Клімат
Браззавіль, як і сусідня Кіншаса, знаходиться в зоні саванного клімату (Aw за класифікацією кліматів Кеппена). Сезон дощів, який триває з жовтня по травень, довший, ніж сухий сезон (червень — вересень).
| Клімат Браззавіля (Аеропорт Мая-Мая) 1961–1990 | Клімат Браззавіля (Аеропорт Мая-Мая) 1961–1990 | Клімат Браззавіля (Аеропорт Мая-Мая) 1961–1990 | Клімат Браззавіля (Аеропорт Мая-Мая) 1961–1990 | Клімат Браззавіля (Аеропорт Мая-Мая) 1961–1990 | Клімат Браззавіля (Аеропорт Мая-Мая) 1961–1990 | Клімат Браззавіля (Аеропорт Мая-Мая) 1961–1990 | Клімат Браззавіля (Аеропорт Мая-Мая) 1961–1990 | Клімат Браззавіля (Аеропорт Мая-Мая) 1961–1990 | Клімат Браззавіля (Аеропорт Мая-Мая) 1961–1990 | Клімат Браззавіля (Аеропорт Мая-Мая) 1961–1990 | Клімат Браззавіля (Аеропорт Мая-Мая) 1961–1990 | Клімат Браззавіля (Аеропорт Мая-Мая) 1961–1990 | Клімат Браззавіля (Аеропорт Мая-Мая) 1961–1990 |
| Показник | Січ.                                           | Лют.                                           | Бер.                                           | Квіт.                                          | Трав.                                          | Черв.                                          | Лип.                                           | Серп.                                          | Вер.                                           | Жовт.                                          | Лист.                                          | Груд.                                          | Рік                                            |
| Абсолютний максимум, °C | 37,5                                           | 36,3                                           | 37,5                                           | 36,8                                           | 37,3                                           | 34,3                                           | 33,8                                           | 40,2                                           | 39,5                                           | 38,9                                           | 35,8                                           | 40,2                                           | 40,2                                           |
| Середній максимум, °C | 30,5                                           | 31,3                                           | 31,7                                           | 31,8                                           | 30,9                                           | 28,4                                           | 27,0                                           | 28,5                                           | 30,4                                           | 30,8                                           | 30,4                                           | 30,2                                           | 30,2                                           |
| Середня температура, °C | 26,0                                           | 26,4                                           | 26,7                                           | 26,8                                           | 26,2                                           | 23,8                                           | 22,4                                           | 23,6                                           | 25,5                                           | 26,1                                           | 25,9                                           | 25,8                                           | 25,4                                           |
| Середній мінімум, °C | 21,4                                           | 21,5                                           | 21,7                                           | 21,9                                           | 21,6                                           | 19,3                                           | 17,8                                           | 18,8                                           | 20,6                                           | 21,4                                           | 21,4                                           | 21,5                                           | 20,7                                           |
| Абсолютний мінімум, °C | 17,0                                           | 14,5                                           | 17,7                                           | 18,6                                           | 17,0                                           | 12,7                                           | 10,5                                           | 10,3                                           | 15,2                                           | 13,7                                           | 18,2                                           | 17,7                                           | 10,3                                           |
| Середня кількість сонячних годин на місяць | 171                                            | 167                                            | 192                                            | 181                                            | 177                                            | 141                                            | 127                                            | 133                                            | 145                                            | 152                                            | 157                                            | 154                                            | 1897                                           |
| Норма опадів, мм | 160                                            | 137                                            | 167                                            | 191                                            | 118                                            | 8                                              | 3                                              | 4                                              | 34                                             | 139                                            | 261                                            | 172                                            | 1394                                           |
| Днів з опадами | 10                                             | 8                                              | 11                                             | 12                                             | 8                                              | 1                                              | 0                                              | 0                                              | 4                                              | 9                                              | 14                                             | 12                                             | 89                                             |
| Вологість повітря, % | 81                                             | 80                                             | 79                                             | 81                                             | 81                                             | 79                                             | 77                                             | 73                                             | 71                                             | 76                                             | 81                                             | 82                                             | 78                                             |
| --- | ---------------------------------------------- | ---------------------------------------------- | ---------------------------------------------- | ---------------------------------------------- | ---------------------------------------------- | ---------------------------------------------- | ---------------------------------------------- | ---------------------------------------------- | ---------------------------------------------- | ---------------------------------------------- | ---------------------------------------------- | ---------------------------------------------- | ---------------------------------------------- |
| Джерело: Klimatafel von Brazzaville (Flugh.) / Deutscher Wetterdienst (humidity, 1951–1990)Station Brazzaville / Meteo Climat (record highs and lows) |                                                |                                                |                                                |                                                |                                                |                                                |                                                |                                                |                                                |                                                |                                                |                                                |                                                |

## Історія
Браззавіль заснований 1880 р. як французький військовий пост французьким діячем П'єром де Бразза на місці африканського поселення Нтамо. В 1903—1950 рр. адміністративний центр Середнього Конго, одночасно з 1910 по 1958 рр. адміністративний центр Французької Екваторіальної Африки. Під час Другої світової війни був одним з опорних пунктів руху Вільна Франція, що очолювався Шарлем де Голлем. В 1958—1960 столиця автономної Республіки Конго, а з 1960 р. — столиця незалежної держави Конго.

## Населення
- 1956 — 94 000
- 2005 — 1 174 000
- 2009 — 1 292 000[5]
- 2010 — 1 408 150

## Освіта
Університет Марієн Нгуабі, що знаходиться в Браззавілі, є державним університетом, він був заснований в грудні 1971 року і налічує близько 26 000 студентів.
Міжнародні школи:
- Французький ліцей Сент-Екзюпері в Браззавілі,
- Американська міжнародна школа в Браззавілі.

## Видатні мешканці
- Гайтана — українська співачка.
- Алі бен Бонго Ондімба — габонський політичний діяч, президент Габону з 16 жовтня 2009 року.
- Серхе Ібака — іспанський баскетболіст.